# Naqadeh e Oshnavieh (circoscrizione elettorale)
La Circoscrizione di Naqadeh e Oshnavieh è un collegio elettorale iraniano istituito per l'elezione dell'Assemblea consultiva islamica. 

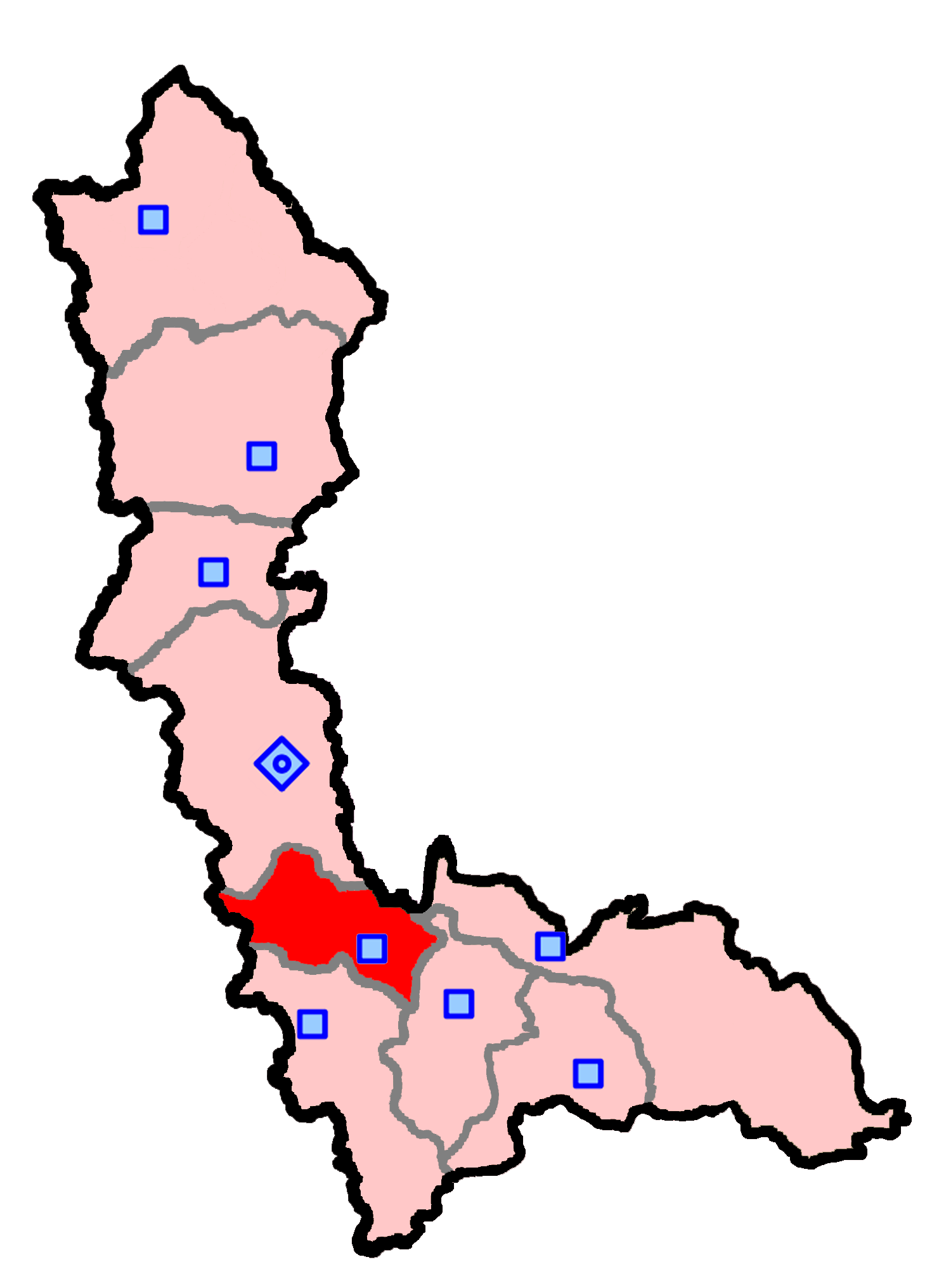
La circoscrizione di Naqadeh e Oshnavieh, all'interno dell'Azerbaigian Occidentale

## Elezioni
Alle Elezioni parlamentari in Iran del 2016 viene eletto con 61,972	voti Abdolkarim Hoseinzadeh, appartenente alla Coalizione Pervasiva dei Riformisti.